# Junior Eurovisiesongfestival 2010

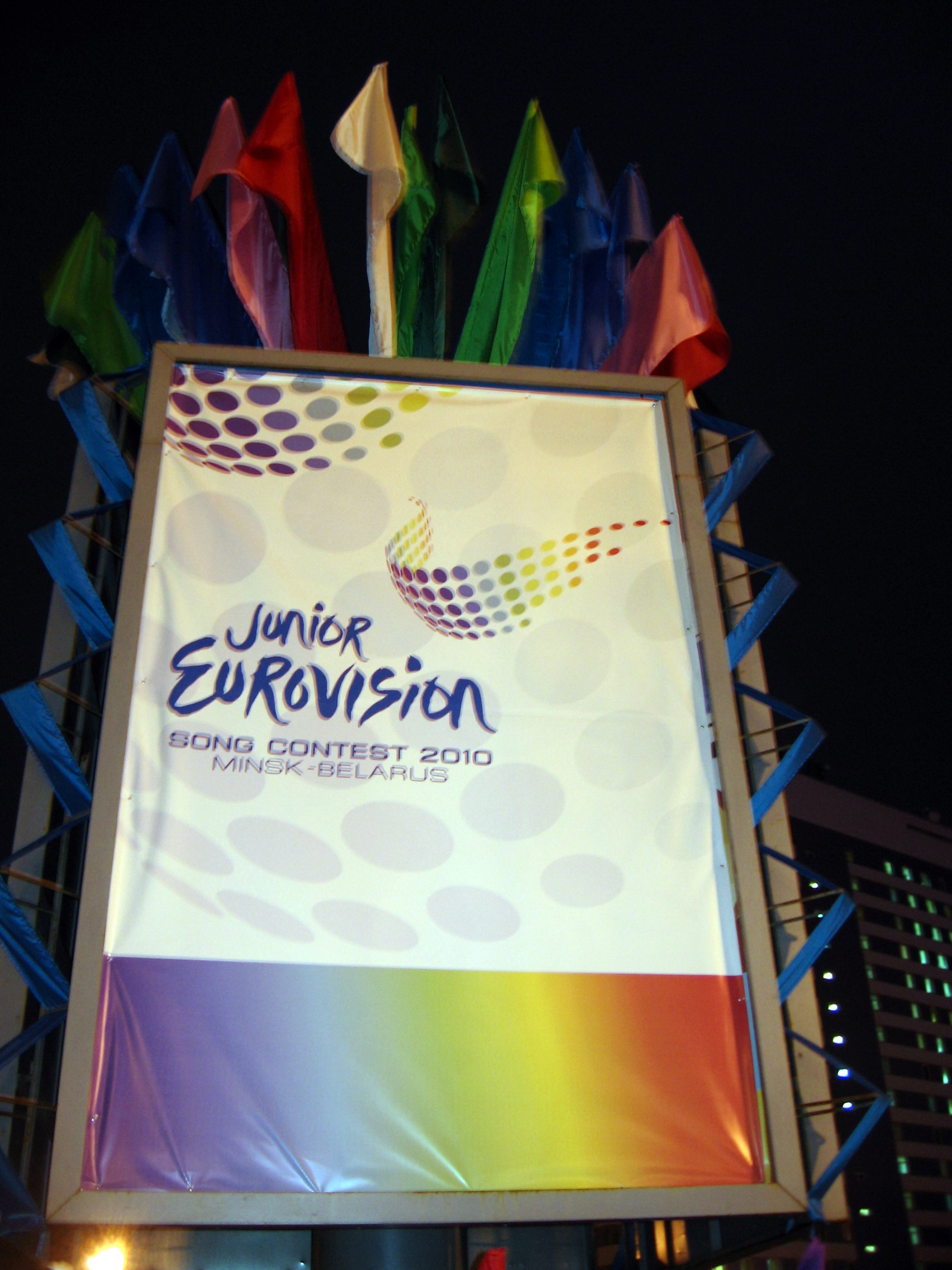

Het Junior Eurovisiesongfestival 2010 werd georganiseerd in Minsk, de hoofdstad van Wit-Rusland. Het festival werd gewonnen door Vladimir Arzumanian namens Armenië, met het nummer Mama. Het was de eerste Armeense overwinning uit de geschiedenis.

## Gastland
Omroepen die het festival wensten te organiseren stelden zich hiervoor kandidaat. De Wit-Russische staatszender won de bid voor de organisatie van Malta en Rusland. De achtste editie van het festival werd op 20 november georganiseerd in de Minsk Arena, waar plaats is voor 15.000 mensen. Het thema was Feel the magic. Ten tijde van de toekenning van de organisatie was de Minsk Arena nog in aanbouw. Wit-Rusland is tot op heden het meest succesvolle land op het Junior Eurovisiesongfestival. De Wit-Russen haalden tot nog toe twee maal de zegepalm en werden één keer tweede. Het is bovendien een van de weinige landen die tot dan toe aan elk festival hadden deelgenomen. Naast Wit-Rusland was dit ook het geval voor België, Macedonië en Nederland.

## Format
De Wit-Russen kondigden aan een uniek podium op te bouwen en de Euroweek als een sprookje te laten plaatsvinden. Ze zouden ook borden op straat plaatsen met daarin foto's en video's van de deelnemers. Het podium werd ontworpen door de Zweed Ulf Mårtensson. Het bestond uit verschillende niveaus met overkappingen in de vorm van vleugels, verwijzend naar het logo van het evenement. Het ontwerp werd onthuld op 15 juli 2010.
Net zoals in 2007 en 2008 werden de opbrengsten van de televoting integraal aan UNICEF overgemaakt. In de show werd er ook speciale aandacht gegeven aan gehandicapte kinderen overal ter wereld. De show werd gepresenteerd door Denis Kourian en Leila Ismailova. Kourian werd door de Wit-Russische openbare omroep aangeduid, zijn vrouwelijke collega was een op dat moment onbekende journaliste die werd gekozen uit een casting. De show werd geopend door Ksenia Sitnik en Aleksej Zjigalkovitsj, de twee Wit-Russische winnaars van het festival, respectievelijk in 2005 en in 2007. Tijdens de interval waren alle vorige winnaars van het Junior Eurovisiesongfestival te zien: Dino Jelusić, María Isabel, Ksenia Sitnik, Masja & Nastya Tolmatsjeva, Aleksej Zjigalkovitsj, Bzikebi en Ralf Mackenbach. Ze zongen allen een remix van hun eigen winnende lied. Tijdens hun aanwezigheid in Minsk werd er ook een documentaire opgenomen over hun leven door de BRTC. Alexander Rybak, de Noorse winnaar van Wit-Russische afkomst van het Eurovisiesongfestival 2009 bracht zijn nieuwe single ten gehore.
Uiteindelijk ging de overwinning naar Armenië. Vladimir Arzumanian, die het liedje Mama zong, kreeg 120 punten achter zijn naam, amper één meer dan Rusland. Op één stemronde van het einde zag het er nochtans naar uit dat Sasha Lazin & Liza Drozd met de overwinning aan de haal zouden gaan, maar Macedonië had slechts één punt veil voor de Russen, terwijl Armenië er tien kreeg. Het was de eerste overwinning voor Armenië op het Junior Eurovisiesongfestival. Later zou de organisatie van het Junior Eurovisiesongfestival 2011 aan de Armeense hoofdstad Jerevan worden toegewezen, waardoor voor het eerst in de geschiedenis het winnende land de volgende editie organiseerde. De regel op het Eurovisiesongfestival dat het winnende land automatisch gastheer is van de volgende editie, geldt immers niet voor het Junior Eurovisiesongfestival.
In België zagen 655.365 mensen hoe Jill & Lauren zevende werden. In Nederland werd de show door 754.000 mensen bekeken.

## Deelnemende landen
Op 14 juli 2010 maakte de EBU bekend dat er veertien landen zouden deelnemen aan de achtste editie van het Junior Eurovisiesongfestival, één meer dan in 2009. Cyprus en Roemenië verlieten het festival, Letland en Litouwen keerden terug. Er was één debutant: Moldavië. Zweden bleef deelnemen. Nadat de commerciële zender TV4 had aangegeven niet meer te willen deelnemen, nam de openbare omroep SVT het opnieuw over. Sveriges Television was ook verantwoordelijk voor de Zweedse bijdrages van 2003 tot en met 2005.

## Uitslag
| Plaats | Land        | Taal                 | Artiest                  | Lied                   | Punten |
| ------ | ----------- | -------------------- | ------------------------ | ---------------------- | ------ |
| 1      | Armenië     | Armeens              | Vladimir Arzumanian      | Mama                   | 120    |
| 2      | Rusland     | Russisch             | Sasja Lazin & Liza Drozd | Boy and girl           | 119    |
| 3      | Servië      | Servisch             | Sonja Škorić             | Čarobna noć            | 113    |
| 4      | Georgië     | Verzonnen            | Mariam Kachelisjvili     | Mari dari              | 109    |
| 5      | Wit-Rusland | Russisch             | Danil Kozlov             | Moezyki svet           | 85     |
| 6      | Litouwen    | Litouws              | Bartas                   | Oki doki               | 67     |
| 7      | België      | Nederlands en Engels | Jill & Lauren            | Get up!                | 61     |
| 8      | Moldavië    | Roemeens en Engels   | Ștefan Roșcovan          | Ali Baba               | 54     |
| 9      | Nederland   | Nederlands en Engels | Senna & Anna             | My family              | 52     |
| 10     | Letland     | Lets                 | Šarlote & Sea Stones     | Viva la dance          | 51     |
| 11     | Zweden      | Zweeds               | Josefine Ridell          | Allt jag vill ha       | 48     |
| 12     | Macedonië   | Macedonisch          | Anja Veterova            | Magična pesna (eo, eo) | 38     |
| 13     | Malta       | Engels en Maltees    | Nicole                   | Knock knock, boom boom | 35     |
| 14     | Oekraïne    | Oekraïens            | Joelia Goerska           | Mii litak              | 28     |

## Scorebord

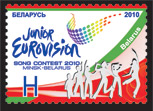
Postzegel uitgegeven door Wit-Rusland

| Deelnemers  | 12 p. | LT | MD | NL | RS | UA | SE | RU | LV | BE | AM | MT | WR | GE | MC |
| ----------- | ----- | -- | -- | -- | -- | -- | -- | -- | -- | -- | -- | -- | -- | -- | -- |
| Litouwen    | 12    |    | 2  | 2  | 4  | 4  | 4  | 6  | 6  | 5  | 4  | 0  | 6  | 10 | 2  |
| Moldavië    | 12    | 1  |    | 0  | 1  | 0  | 2  | 5  | 2  | 6  | 7  | 10 | 2  | 6  | 0  |
| Nederland   | 12    | 2  | 0  |    | 7  | 1  | 3  | 0  | 3  | 10 | 5  | 0  | 1  | 8  | 0  |
| Servië      | 12    | 6  | 12 | 10 |    | 7  | 8  | 7  | 10 | 7  | 3  | 8  | 10 | 1  | 12 |
| Oekraïne    | 12    | 0  | 0  | 0  | 0  |    | 0  | 4  | 0  | 0  | 1  | 2  | 0  | 4  | 5  |
| Zweden      | 12    | 3  | 0  | 4  | 2  | 3  |    | 2  | 4  | 8  | 2  | 1  | 4  | 0  | 3  |
| Rusland     | 12    | 10 | 7  | 8  | 8  | 8  | 10 |    | 8  | 4  | 12 | 12 | 12 | 7  | 1  |
| Letland     | 12    | 8  | 8  | 6  | 0  | 5  | 1  | 0  |    | 1  | 0  | 5  | 0  | 5  | 0  |
| België      | 12    | 5  | 3  | 12 | 5  | 0  | 6  | 1  | 0  |    | 0  | 4  | 3  | 2  | 8  |
| Armenië     | 12    | 7  | 10 | 5  | 6  | 12 | 12 | 12 | 5  | 12 |    | 6  | 8  | 3  | 10 |
| Malta       | 12    | 0  | 4  | 1  | 3  | 0  | 0  | 0  | 0  | 0  | 6  |    | 5  | 0  | 4  |
| Wit-Rusland | 12    | 4  | 6  | 3  | 0  | 6  | 0  | 10 | 12 | 0  | 10 | 3  |    | 12 | 7  |
| Georgië     | 12    | 12 | 5  | 7  | 10 | 10 | 7  | 8  | 7  | 3  | 8  | 7  | 7  |    | 6  |
| Macedonië   | 12    | 0  | 1  | 0  | 12 | 2  | 5  | 3  | 1  | 2  | 0  | 0  | 0  | 0  |    |

## 12 punten
| Aantal keer 12 | Land        | Gekregen van                      |
| -------------- | ----------- | --------------------------------- |
| 4              | Armenië     | België, Oekraïne, Rusland, Zweden |
| 3              | Rusland     | Armenië, Malta, Wit-Rusland       |
| 2              | Servië      | Moldavië, Macedonië               |
| 2              | Wit-Rusland | Georgië, Letland                  |
| 1              | België      | Nederland                         |
| 1              | Georgië     | Litouwen                          |
| 1              | Macedonië   | Servië                            |

## Debuterende landen

Deelnemende landen
Landen die in het verleden deelgenomen hebben

- Moldavië: de Moldaviërs waren de eerste debutanten in drie jaar tijd.

## Terugkerende landen
- Letland: de Baltische staat, die in 2005 het festival verliet, was opnieuw van de partij.
- Litouwen: het land bevestigde in juli opnieuw te zullen deelnemen aan het festival.

## Terugtrekkende landen
- Cyprus: Cyprus Broadcasting Corporation deed niet mee, officieel omwille van de slechte resultaten van de afgelopen jaren.
- Roemenië: de Roemenen zouden in eerste instantie wel deelnemen in Minsk, maar wegens financiële problemen van de omroep trok het land zich toch terug. Hiermee verdween alweer een land dat tot dan toe aan elk festival had deelgenomen.